# Лозунг
Ло́зунгът (на немски: Losung, от Lösen – разпускам, хвърлям жребий) е израз в лаконична форма, изразяващ ръководна идея, послание, призив, искане.
Особено е разпространен в пропагандата. Неговата функция е да формулира кратко и ясно основните политически цели, стреми се да обедини емоционално хората за постигане на дадена цел. Намирайки голямо отражение в средствата за масова информация отправя послания към обществото, целящи да стимулират действие и/или промяна в нагласите, без оглед на личните им интереси.
Целенасочени опити да се налагат политически лозунги – като „Сполука за България“, „Идва новото време!“, „Четвърта световна война“, „Война срещу тероризма“ и др., могат да бъдат част от политическа кампания или PR-акция. Налагащия лозунга има нужда в началото от неговото подробно разясняване. В последвалия развой на политическия дискурс е възможно смисълът да се загуби.
Политическия лозунг се възприема краткосрочно или дългосрочно с определената ситуация. Политическият лозунг в различие от рекламния слоган, е политически призив в енергична, кратка и ясна за възприемане от адресата форма.
Лозунгът поради съдържателната си идеологическа обремененост и кратка форма се разглежда като афористична фраза.

## История на политическата реклама
Появата на лозунгите се свързва с бурните времена около Френската революция и „рухването“ на абсолютизма.

Най-известния лозунг на Френската революция е: 
| „ | Свобода, равенство, братство | “ |

Най-известния лозунг от историята е този от Комунистическия манифест на Карл Маркс и Фридрих Енгелс: 
| „ | Пролетарии от всички страни, съединявайте се! | “ |

### Съветски лозунги (на руски)
След Октомврийската революция „политическата реклама“ изживява своеобразен „ренесанс“. Всеки период от историята на Съветския съюз може да се охарактеризира и идентифицира по водещия си лозунг.

По времето на гражданската война в Русия водещ лозунг е: 
| „ | Вся власть — Советам! | “ |

По времето на голямата чистка сред най-известните лозунги е „Кадры решают всё“.

По времето на Втората световна война лозунгите са: 
| „ | За Родину, за Сталина! | “ |

| „ | Всё для фронта, всё для победы! | “ |

| „ | Смерть фашистам-оккупантам! | “ |

, а след „осъждането“ на култа към личността на Сталин по времето на Хрушчов лозунга е: 
| „ | Заветам Ленина верны | “ |

### Посткомунистически лозунги (анамнеза)
След изчезването на Съветския съюз от политическата карта на света в посттоталитарното политическо пространство на бившия социалистически лагер остават съхранени рефлексите от близкото минало. Особено силно тези рефлекси се възпроизвеждат в страната пострадала най-много от комунистическия режим – Русия, където се „произвеждат“ все още лозунги като: 
| „ | План Путина — победа России! | “ |

и противния: 
| „ | План Путина беда России | “ |

## Хумор
Поради кратката си фразеологична форма и неспособност да изразят съдържателните характеристики на идеологията която ги е породила, лозунгите твърде бързо се „изтъркват“ превръщайки се в политически клишета. Това ги прави твърде често обект на хумористични задявки, като тази с водещия лозунг на Съюза на демократичните сили: 
| „ | Времето е наше! | “ |

, който е обърнат подигравателно-хумористично на каламбур
| „ | Времето е ваше, но парите са наши! | “ |